# Pachydrus cayennensis
Pachydrus cayennensis är en skalbaggsart som först beskrevs av François Louis Nompar de Caumont de Laporte 1835.  Pachydrus cayennensis ingår i släktet Pachydrus och familjen dykare. Inga underarter finns listade i Catalogue of Life.